# فریتس ستپان
فریتس ستپان (به آلمانی: Fritz Szepan) بازیکن فوتبال و هافبک اهل آلمان است که از سال ۱۹۲۹ میلادی عضو تیم ملی فوتبال آلمان بوده‌است. وی در ۳۴ بازی ملی حضور داشته است و آخرین بازی ملی خود را در سال ۱۹۳۹ میلادی انجام داد. فریتس ستپان در بازی‌های ملی‌اش ۸ گل به ثمر رساند.